# Leitender Direktor
Leitender Direktor ist in Deutschland die Amtsbezeichnung eines Beamten in der Laufbahngruppe des höheren Dienstes in der Bundes- oder Landesverwaltung im dritten Beförderungsamt. Die Grundamtsbezeichnung Leitender Direktor darf nur mit einem Zusatz verliehen werden. Häufigster Zusatz ist Regierungs-; die entsprechende Amtsbezeichnung lautet dementsprechend Leitender Regierungsdirektor und wird grundsätzlich in der Laufbahn des höheren nichttechnischen Verwaltungsdienstes geführt.

## Besoldung
Das Amt mit der Grundamtsbezeichnung Leitender Direktor ist in höchste Besoldungsgruppe A 16 der Bundesbesoldungsordnung des Bundesbesoldungsgesetzes eingruppiert. Das Gleiche gilt für die Eingruppierung in die Besoldungsordnungen der Landesbesoldungsgesetze. Das Amt entspricht von der Besoldungshöhe den Dienstgraden eines Obersts, eines Kapitäns zur See, eines Oberstarztes, eines Oberstapothekers, eines Oberstveterinärs, eines Flottenarztes und eines Flottenapothekers der Bundeswehr.

## Ausbildung
Leitende Direktoren haben oft ein rechtswissenschaftliches Studium an einer Universität mit der ersten juristischen Prüfung absolviert und einen anschließenden Vorbereitungsdienst (Rechtsreferendariat) mit der zweiten juristischen Staatsprüfung erfolgreich abgeschlossen. Mit der Befähigung zum Richteramt besitzen sie sogleich die Laufbahnbefähigung für den höheren nichttechnischen Verwaltungsdienst. Diese kann auch anerkannt werden, wenn ein Studium der Fächergruppen Wirtschafts- und Sozialwissenschaften gemäß der Hochschulstatistik des Statistischen Bundesamtes mit einem Master abgeschlossen und eine hauptberufliche Tätigkeit von mindestens zweieinhalb Jahren vorliegt. Selten wird die Laufbahnbefähigung für den höheren nichttechnischen Verwaltungsdienst durch ein Aufstiegsverfahren oder durch einen fachspezifischen Vorbereitungsdienst erlangt.

## Dienststellung in einer Behörde
Leitende Direktoren sind in großen Behörden zumeist als (Referats-)Gruppenleiter tätig und leiten somit eine aus mehreren Referaten bestehende (Referats-)Gruppe, ähnlich den Unterabteilungen der Ministerien. In kleineren Dienststellen können sie auch Behörden- oder Amtsleiter sein.

## Beförderungsämter
Beförderungsämter sind Dienstposten in der Besoldungsordnung B (z. B. Ministerialrat, Ministerialdirigent, Ministerialdirektor, Präsident einer Behörde).

## Zusätze und Entsprechungen
Zur Grundamtsbezeichnung Leitender Direktor existieren zahlreiche Zusätze und weitere Amtsbezeichnungen, die für ein Amt in Besoldungsgruppe A 16 vergeben werden. In obersten Bundesbehörden und beim Bundeseisenbahnvermögen ist die Amtsbezeichnung grundsätzlich Ministerialrat. Im höheren nichttechnischen Verwaltungsdienst werden auch die Amtsbezeichnungen Leitender Archivdirektor und Leitender Bibliotheksdirektor geführt.
Beamte im höheren auswärtigen Dienst führen je nach Verwendung die Amtsbezeichnungen Vortragender Legationsrat Erster Klasse, Botschaftsrat Erster Klasse, Gesandter, Generalkonsul oder Botschafter (§ 1 Abs. 2 LAP-hADV 2004) und im höheren Bankdienst bei der Deutschen Bundesbank die Amtsbezeichnung Bundesbankdirektor (Anlage 1 (zu § 2 Abs. 2) BBankLV). Die Amtsbezeichnungen im höheren Polizeivollzugsdienst in der Bundespolizei sind Leitender Polizeidirektor (Anlage 1 (zu § 3 Abs. 2) BPolLV) und im höheren Kriminaldienst des Bundes (Bundeskriminalamt) Leitender Kriminaldirektor (Anlage (zu § 3 Abs. 2) KrimLV). Bei der Bundesagentur für Arbeit führen Beamte in einem in Besoldungsgruppe A 15 eingruppierten Amt die Amtsbezeichnung Leitender Direktor bei der Bundesagentur für Arbeit.
Im höheren technischen Verwaltungsdienst lautet die Amtsbezeichnung grundsätzlich Leitender Technischer Regierungsdirektor und in der Fachrichtung Feuerwehr Leitender Branddirektor.
Im agrar-, forst- und ernährungswissenschaftlichen sowie tierärztlichen Dienst, sofern forstliche Aufgaben wahrgenommen werden, lautet die Amtsbezeichnung Leitender Forstdirektor.
In den auslaufenden Laufbahnen der Beamten bei den Postnachfolgeunternehmen und bei den Beamten des Bundeseisenbahnvermögens, die zur Wahrnehmung einer Tätigkeit bei der Deutschen Bahn beurlaubt oder zugewiesen sind, haben die entsprechenden Ämter des höheren Dienstes die Amtsbezeichnungen Leitender Bundesbahndirektor (Laufbahn des höheren allgemeinen Verwaltungsdienstes und Laufbahn des höheren bautechnischen Verwaltungsdienstes; § 5 ELV) und Leitender Postdirektor (höherer nichttechnischer Postverwaltungsdienst und höherer nichttechnischer Postverwaltungsdienst Anlage 1 (zu § 2 Abs. 2) PostLV).
Mit der Übernahme der Bundesfernstraßenverwaltung durch den Bund und der bisher mit dieser Aufgabe betrauten Landesbeamten technischer und nichttechnischer Laufbahnen wurde der neue Zusatz zur Grundamtsbezeichnung Bundesfernstraßen- eingeführt. Die Amtsbezeichnungen lauten entsprechend Leitender Bundesfernstraßendirektor (höherer nichttechnischer Verwaltungsdienst) oder Leitender Technischer Bundesfernstraßendirektor (höherer technischer Verwaltungsdienst).
An wissenschaftlichen Einrichtungen kann in Besoldungsgruppe A 16 Amtsbezeichnung Leitender wissenschaftlicher Direktor verliehen werden, als wissenschaftlicher Mitarbeiter an einer Hochschule die Amtsbezeichnung Leitender Akademischer Direktor. Geistliche, die in ein staatliches Beamtenverhältnis als Beamte auf Zeit berufen werden und in der Militärseelsorge verwendet werden, führen in Besoldungsgruppe A 16 die Amtsbezeichnung Leitender Militärdekan oder Leitender Militärrabbiner.
Beamte des höheren sprach- und kulturwissenschaftlichen Dienstes und des höheren kunstwissenschaftlichen Dienstes führen in Besoldungsgruppe A 16 an Museen die Amtsbezeichnung Museumsdirektor und Professor.
Beamte in Besoldungsgruppe A 16 führen als Dezernent (Referent) im Schulaufsichtsdienst die Amtsbezeichnung Leitender Regierungsschuldirektor, und im höheren Dienst als Leiter einer Fachschule mit beruflichem Unterricht mit mehr als 360 Unterrichtsteilnehmern die Amtsbezeichnung Oberstudiendirektor. Beim Bund werden die Amtsbezeichnungen Leitender Regierungsschuldirektor bei der Bundeswehr und im Bundesverwaltungsamt (Zentralstelle für das Auslandsschulwesen) geführt, Oberstudiendirektor bei der Bundeswehr.
Im höheren ärztlichen und gesundheitswissenschaftlichen Dienst kann die Amtsbezeichnung Leitender Medizinaldirektor verliehen werden, bei einer Verwendung bei der Bundespolizei Leitender Medizinaldirektor bei der Bundespolizei. Leitende Medizinaldirektoren im Bereich des Bundes führen bei einer Beschäftigung in einer anderen Behörde als der Bundespolizei die Amtsbezeichnung Leitender Medizinaldirektor ohne weiteren Zusatz.
Weitere für Beamte der Besoldungsgruppe A 16 vergebene Amtsbezeichnungen sind Abteilungsdirektor, Abteilungspräsident, Direktor der Bundesstelle für Eisenbahnunfalluntersuchung, Direktor der Bundesstelle für Flugunfalluntersuchung, Direktor der Bundesstelle für Seeunfalluntersuchung, Direktor des Geheimen Staatsarchivs der Stiftung Preußischer Kulturbesitz, Direktor des Ibero-Amerikanischen Instituts der Stiftung Preußischer Kulturbesitz, Direktor des Staatlichen Instituts für Musikforschung der Stiftung Preußischer Kulturbesitz oder Direktor einer Wehrtechnischen Dienststelle.